# 中国外交部非洲之角事务特使列表
中国外交部非洲之角事务特使是中华人民共和国外交部任命的特使，主要职责为推动非洲之角各国实现长治久安和发展繁荣。

## 历任特使列表

### 中国外交部非洲之角事务特使（2022年至今）
2022年1月，中国外长王毅宣布将任命中国外交部非洲之角事务特使。
| 姓名 | 任命      | 免职 | 外交衔级 | 外交职务 | 备注 | 备注 |
| ---- | --------- | ---- | -------- | -------- | ---- | ---- |
| 薛冰 | 2022年2月 | 现任 | 大使     | 特使     |      |      |